# Liste der Staatsoberhäupter 85
Übersicht
◄◄ | ◄ | 81 | 82 | 83 | 84 | Liste der Staatsoberhäupter 85 | 86 | 87 | 88 | 89 | ► | ►►

Weitere Ereignisse

## Afrika
- Aksumitisches Reich
  - König: s. Aksumitisches Reich

- Reich von Kusch
  - König: Teritnide (85–90)

- Römisches Reich
  - Provincia Romana Aegyptus
    - Präfekt: Gaius Septimius Vegetus (85–88)

## Asien
- Armenien
  - König: Sanatrukes (75–110)

- China
  - Kaiser: Han Zhangdi (75–88)

- Iberien (Kartlien)
  - König: Mirdat I. (58–106)

- Indien
  - Indo-Parthisches Königreich
    - König: Sases (um 85)

  - Satavahana
    - König: vgl. Liste der Herrscher von Satavahana

- Japan (Legendäre Kaiser)
  - Kaiser: Keikō (71–130)

- Korea
  - Baekje
    - König: Giru (77–128)

  - Gaya
    - König: Suro (42–199?)

  - Silla
    - König: Pasa von Silla (80–112)

- Kuschana
  - König: Vima Takto (80–90)

- Nabataea
  - König: Rabbel II. (70–106)

- Osrhoene
  - König: Abgar VI. (71–91)

- Partherreich
  - Schah (Großkönig): Pakoros II. (78–115)

- Römisches Reich
  - Provincia Romana Lycia et Pamphylia
    - Statthalter: Publius Baebius Italicus (84–87)

  - Provincia Romana Pontus et Bithynia
    - Prokonsul: Tiberius Iulius Celsus Polemaeanus (84–85)

## Europa
- Bosporanisches Reich
  - König: Rheskuporis I. (68/69–93/94)

- Dakien
  - König: Decebalus (85–106)

- Römisches Reich
  - Kaiser: Domitian (81–96)
    - Konsul: Domitian (85)
    - Konsul: Titus Aurelius Fulvus (85)
    - Suffektkonsul: Gaius Rutilius Gallicus (85)
    - Suffektkonsul: Lucius Valerius Catullus Messallinus (85)
    - Suffektkonsul: Quintus Gavius Atticus (85)
    - Suffektkonsul: Lucius Aelius Oculatus (85)
    - Suffektkonsul: Publius Herennius Pollio (85)
    - Suffektkonsul: Marcus Annius Herennius Pollio (85)
    - Suffektkonsul: Decimus Aburius Bassus (85)
    - Suffektkonsul: Quintus Iulius Balbus (85)
    - Suffektkonsul: Gaius Salvius Liberalis Nonius Bassus (85)
    - Suffektkonsul: Orestes (85)